# Chiara Conti
Chiara Conti (Florencia, 18 de julio de 1973) es una actriz italiana de cine y televisión.

## Biografía
Conti comenzó a trabajar en televisión a comienzos de la década de 1990 en el programa Non è la Rai. En 1995 ganó el concurso Bellissima y empezó a formarse en teatro. En 1999 registró su debut en el cine en el filme de Luca Guadagnino The Protagonists, y a partir de entonces registró apariciones en filmes y series de televisión como El sueño de una noche de verano, Faccia di Picasso, L'innocenza di Clara, ¿Te gusta Hitchcock?, La scelta di Laura y Un posto al sole, entre otras.

## Filmografía

### Cine
- The Protagonists, dirigida por Luca Guadagnino (1999)
- El sueño de una noche de verano, dirigida por Michael Hoffmann (1999)
- Faccia di Picasso, dirigida por Massimo Ceccherini (2000)
- L'ultima lezione, dirigida por Fabio Rosi (2001)
- Benzina, dirigida por Monica Stambrini (2001)
- L'ora di religione, dirigida por Marco Bellocchio (2002)
- Promessa d'amore, dirigida por Ugo Fabrizio Giordani (2004)
- Il servo ungherese, dirigida por Giorgio Molteni y Massimo Piesco (2004)
- Musikanten, dirigida por Franco Battiato (2005)
- H2Odio, dirigida por Alex Infascelli (2006)
- Niente è come sembra, dirigida por Franco Battiato (2007)
- La canarina assassinata, dirigida por Daniele Cascella (2008)
- L'innocenza di Clara, dirigida por Toni D'Angelo (2012)
- Una diecimilalire, dirigida por Luciano Luminelli (2015)
- Una gita a Roma, dirigida por Karin Proia (2016)

### Televisión
- I.A.S. - Investigatore allo sbaraglio, dirigida por Giorgio Molteni (1999)
- Onora il padre, dirigida por Gianpaolo Tescari (2001)
- La omicidi, dirigida por Riccardo Milani (2004)
- Le cinque giornate di Milano, dirigida por Carlo Lizzani (2004)
- ¿Te gusta Hitchcock?, dirigida por Dario Argento (2005)
- Juan Pablo II, dirigida por John Kent Harrison (2005)
- E poi c'è Filippo, dirigida por Maurizio Ponzi (2006)
- Butta la luna, dirigida por Vittorio Sindoni (2006-2009)
- Le ragazze di San Frediano, dirigida por Vittorio Sindoni (2007)
- Il capitano 2, dirigida por Vittorio Sindoni (2007)
- David Copperfield, dirigida por Ambrogio Lo Giudice (2009)
- La scelta di Laura, dirigida por Alessandro Piva (2009)
- 1993, dirigida por Giuseppe Gagliardi (2017)
- Scomparsa, dirigida por Fabrizio Costa (2017)
- L'allieva, dirigida por Fabrizio Costa (2018)
- 1994, dirigida por Giuseppe Gagliardi (2019)
- Il commissario Ricciardi, dirigida por Alessandro D'Alatri (2021)